# Статуя Али и Нино в Батуми

«Али и Нино» — скульптура в городе Батуми (Грузия), расположена на берегу Батумской бухты. Создательница — грузинская скульптор Тамара Квеситадзе. Каждый вечер с 19:00 восьмиметровые фигуры медленно двигаются по кругу, то сближаясь и сливаясь в единое целое, то вновь удаляясь друг от друга. Полный цикл длится 10 минут. Памятник и его окружение имеет экспрессивную неоновую подсветку. После установки скульптуры первоначальное название «Мужчина и женщина» было заменено на «Али и Нино».

## История
Вдохновение Тамара Квеситадзе получила после прочтения романа Курбана Саида «Али и Нино» (1937). В нем рассказана история любви между грузинкой-христианкой Нино и азербайджанцем-мусульманином Али, союз которых не одобрялся их семьями из-за принадлежности к разным национальностям и вероисповеданиям.
На протяжении своей жизни герои, сливаясь в единое целое, стараются преодолевать преграды, чтобы быть вместе. Сумев справиться с разными трудностями, влюблённые женятся. Но в финале Али погибает, оставляя Нино с маленькой дочерью на руках. Жизненная трагедия передаётся в их железных образах всего за 10 минут, что в ночную пору выглядит как танец любви. Поэтому скульптуру часто называют статуей Любви. 

## Строение
Над этим произведением Квеситадзе работала около двух лет, и в 2007 году скульптура была полностью готова и представлена публике на Биеннале в Венеции (Италия). Затем статую демонстрировали в Лондоне, а в 2011 году она оказалась на набережной Батуми. Скульптурное произведение было высоко оценено публикой, увидившей её в движении: вначале видна встреча влюблённых, затем – тяга друг к другу, чувственные обьятия, и в конце – их неминуемая разлука.